# Graciano (cépage)
Pour les articles homonymes, voir Graciano.
Le graciano est un cépage noir espagnol originaire de la région viticole de la Rioja.

## Histoire et origine

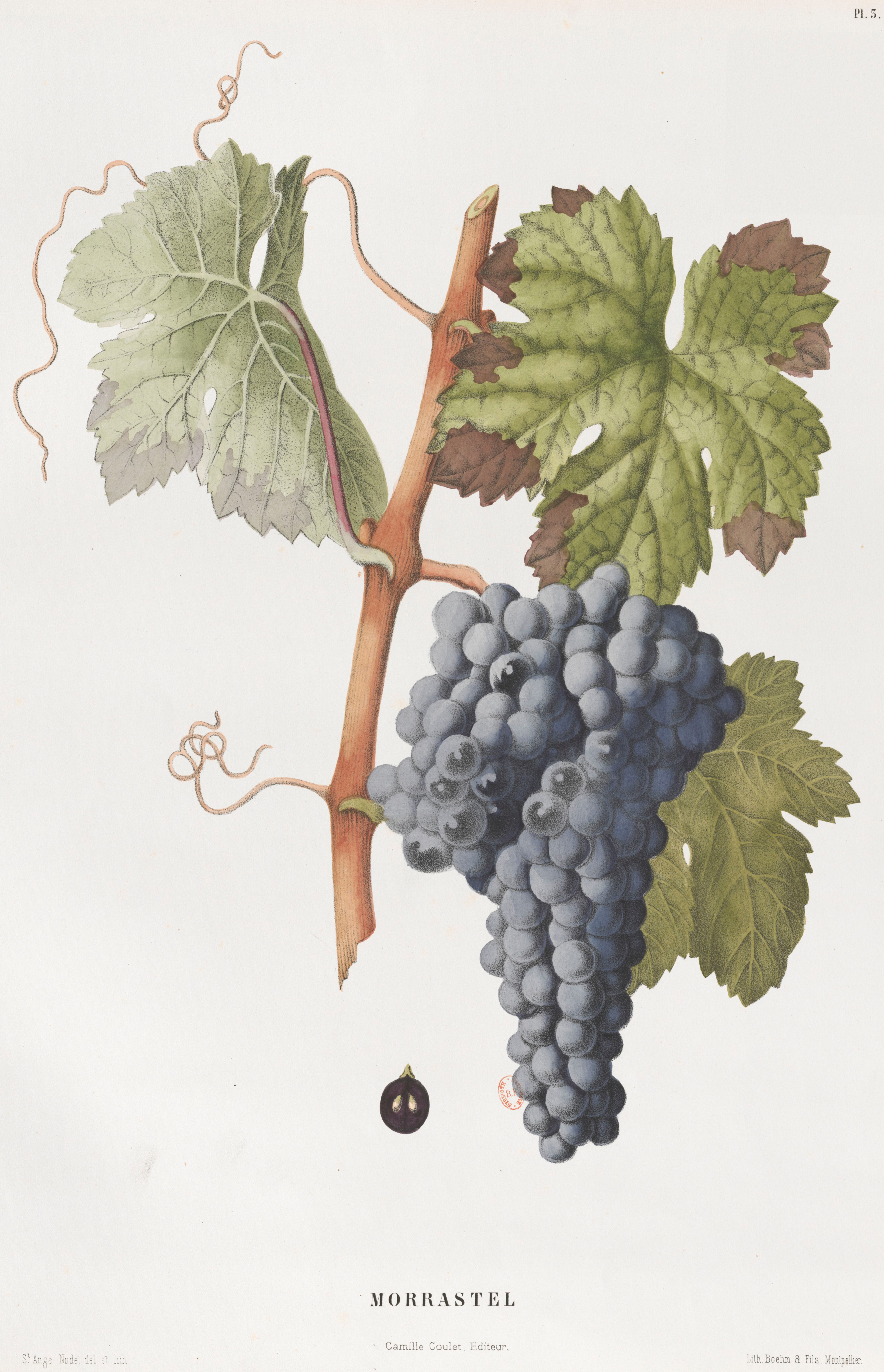
Lithographie du Morrastel (synonyme).

## Régions de production
En France, il est cultivé dans les départements de l'Aude, la Corse, le Gard, la Lozère-sud, l'Hérault et les Pyrénées orientales. Il est originaire de la vallée du Rioja, en Espagne, d'où provient aussi ce nom qu'il y porte le plus souvent, la uva graciano (es).
Très peu cultivé actuellement en Rioja, 395 ha de vigne, soit 0,5 % à 0,7 % des volumes produits, il entre en aussi faible quantité (1 %), dans les assemblages des vins de Navarre.

## Aptitudes culturales
S'il est plus résistant aux maladies que le Tempranillo, son extrême sensibilité aux conditions climatiques reste son point faible.

## Potentiel technologique
Il donne un vin riche en couleur, un peu astringent et corsé. Très aromatique, cette variété donne au vin une remarquable acidité et une structure tannique importante mais assez fine et ronde. Il s'assemble souvent avec d'autres cépages notamment avec le carignan noir et le grenache noir. Il présente des arômes de réglisse, de poivre et de pruneau.
Utilisé en assemblage avec le tempranillo, il donne des vins de caractère qui dégagent des arômes de baies sauvages.

## Synonymes
Il a comme synonymes : Bastardo Nero, Bordelais, Cagnolale, Cagnovali Negro, Cagnulari, Cagnulari Bastardo, Cagnulari Sardo, Caldaredou Caldarello, Cargo Muol, Couthurier, Graciano Tinto, Gros negrette, Minustello, Morrastel, Tinta do Padre Antonio, Tinta Miuda, Tintilla, Xerez, Zinzillosa.